# The Common Round
The Common Round è un cortometraggio del 1936 diretto da Stephen Harrison.

## Produzione
Il film fu prodotto dalla British National Films e dalla Religious Films.
Venne girato nei Rock Studios di Borehamwood, nell'Hertfordshire.

## Distribuzione
Distribuito dalla Religious Films, uscì nelle sale cinematografiche britanniche il 12 marzo 1936.